# Aleksander Ekielski
Aleksander Ekielski (ur. 6 czerwca 1806 w Krakowie, zm. 26 maja 1858 Stróże) – kapitan artylerii Wojska Polskiego Królestwa Kongresowego, geometra, powstaniec listopadowy, emigrant.
Ojciec Adam Ekielski (1760-1841) był adwokatem i asesorem w Senacie Wolnego Miasta Krakowa, matka Jadwiga z Lekszyckich. Był bratem Napoleona Ekielskiego i Eustachego Wojciecha Ekielskiego. Ukończył Gimnazjum św. Anny w Krakowie i filozofię na Uniwersytecie Jagiellońskim. Zaciągnął się jako podchorąży do 2 batalionu artylerii konnej, potem służył w 4 batalionie lekkiej artylerii konnej. W 1830, w stopniu podporucznika, pełnił służbę w Baterii Pozycyjnej Artylerii Konnej Gwardii w Warszawie. 16 marca 1831 otrzymał Krzyż Złoty Orderu Virtuti Militari nr 890, 13 kwietnia 1831 awansował do stopnia porucznika, 15 września 1831 odznaczony został Krzyżem Kawalerskim Orderu Virtuti Militari nr 2535 za bitwę pod Ostrołęką i 24 września awansowany do stopnia kapitana. W obronie Warszawy adiutant Józefa Bema, bił się na rogatkach mokotowskich, umożliwił wycofanie się baterii Stanisława Jabłonowskiego, potem bronił rogatek wolskich. Internowany w październiku 1831 przez Prusaków pod Elblągiem, opiekował się żołnierzami. Przybył do Francji w lutym 1832 na czele grupy artylerzystów zatrzymując się w Awinionie, napisał pamiętnik "Podróż z Elbląga do Awinionu". W sierpniu 1832 przeniósł się do Besançon, a potem do Salins, gdzie pracował jako rysownik w dyrekcji robót inżynierskich. W kwietniu 1833 wyjechał do Szwajcarii, osiadł w Solurze jako pracownik techniczny firmy Walker. W 1834 wrócił do Krakowa, gdzie ożenił się z Henryką Burzyńską. Miał dwoje dzieci syna Józefa prawnika i córkę Jadwigę. Po złożeniu egzaminów został adiunktem inżyniera dróg i mostów, zajmował się budową szos bitych, potem pracował jako prywatny mierniczy. Osiadł w Zagórzu koło Chrzanowa. Wziął udział w Powstaniu krakowskim, uderzył na Chrzanów z oddziałem zorganizowanych przez siebie ochotników. Po upadku powstania zbiegł do Prus, a ścigany listami gończymi w kwietniu 1846 schronił się w Strasburgu, następnie skierowano go do Bar-le-Duc. Zatrudniony następnie przy budowie kanału w Aygalades koło Marsylii. Uczestnik wydarzeń Wiosny Ludów, przybył do Krakowa, gdzie został oficerem gwardii narodowej. Pracował następnie przy budowie kolei, a potem jako agronom u Leona Rzewuskiego. Autor kilku prac z zakresu gospodarstwa wiejskiego np.Nauka rolnictwa, Praktyczne rejestra ekonomiczne. 
Pochowany na cmentarzu w Zakliczynie nad Dunajcem (Sektor: E, Rząd: XIII, Grób nr: 6).